# René Bejarano
René Juvenal Bejarano Martínez (Mexico-Stad, 11 januari 1957) is een Mexicaans politicus.
Bejarano studeerde politieke economie aan de Autonome Metropolitaanse Universiteit (UAM), en werd daar docent. Bejarano was actief in de universitaire vakbeweging en richtte in 1985 een steuncomité op om de slachtoffers van de aardbeving die dat jaar Mexico-Stad trof te helpen. Bejarano was lid van de Mexicaanse Arbeiderspartij (PMT), en was in 1989 een van de oprichtende leden van de Partij van de Democratische Revolutie (PRD). Van 1991 tot 1994 had hij namens de PRD zitting in de Kamer van Afgevaardigden.
Bejarano was persoonlijk secretaris van Andrés Manuel López Obrador, burgemeester van Mexico-Stad van 2000 tot 2005, en werd in 2003 in de Wetgevende Assemblee van het Federaal District gekozen. In 2004 werd in het tv-programma van Víctor Trujillo een video getoond waarin hij en Carlos Imaz een steekpenning aannamen van de Argentijnse zakenman Carlos Ahumada. Hem werd vervolgens de onschendbaarheid ontnomen en gearresteerd. In 2005 werd hij na het betalen van een boete van 171.000 Mexicaanse peso vrijgelaten, hij was inmiddels door de PRD geroyeerd.
Bejarano is getrouwd met de politica Dolores Padierna Luna.